# 圣若昂-德尔雷伊
圣若昂-德尔雷伊（葡萄牙語：São João del-Rei）是巴西米纳斯吉拉斯州的一个市镇。总面积1463.593平方公里，总人口82954人，人口密度56.7人/平方公里。